# Hans Burzlaff
Hans Burzlaff (* 19. Februar 1932 in Schlawe; † 21. April 2024 in Uttenreuth) war ein deutscher Physiker, Mineraloge und Kristallograph.

## Werdegang
Burzlaff studierte Mathematik und Physik an der Universität Kiel, an der er 1961 in Mineralogie promoviert wurde. Danach war er wissenschaftlicher Mitarbeiter und Kustos am Institut für Mineralogie in Kiel und ab 1964 in Marburg, wo er sich 1968 habilitierte. Im selben Jahr ging er an die Friedrich-Alexander-Universität Erlangen-Nürnberg, an der er wissenschaftlicher Rat, außerordentlicher Professor und ab 1971 ordentlicher Professor für Kristallographie war (auf einem neu geschaffenen Lehrstuhl, der dem Institut für Angewandte Physik zugeordnet war).
Er befasste sich mit den direkten Methoden der Röntgenkristallographie (nach Jerome Karle und Herbert A. Hauptman) sowie mit Geräteentwicklung und Messmethoden in der Röntgenstrukturanalyse. Mit K. Hümmer entwickelte er ein Sechskreis-Diffraktometer zur Messung von Mehrstrahlinterferenzen an nichtidealen Kristallen.
Er war Mitherausgeber der Acta Crystallographica und von 1994 bis 1997 Vorsitzender der Deutschen Gesellschaft für Kristallographie.
2008 erhielt er die Carl-Hermann-Medaille.

## Schriften
- mit Helmuth Zimmermann: Kristallographie, Grundlagen und Anwendungen, Band 1: Symmetrielehre, Thieme 1977
- mit Helmuth Zimmermann: Kristallsymmetrie, Kristallstruktur, Erlangen 1986